# Veurise bruchi
Veurise bruchi là một loài côn trùng trong họ Nemopteridae thuộc bộ Neuroptera. Loài này được Navás miêu tả năm 1927.